# Локьяев, Жамболат Сафарбиевич
Жамболат Сафарбиевич Локьяев (род. 17 декабря 1994, Тырныауз, Кабардино-Балкария) — российский борец греко-римского стиля, многократный призёр и победитель чемпионатов России, чемпион Европы, призёр Кубка мира, обладатель Кубков европейских наций в командном зачёте, победитель и призёр международных турниров, мастер спорта России  международного класса (2021). Живёт в Москве. Выступает за клуб «Юность Москвы», Москву и Мордовию. Его тренерами в разное время были Ю. Х. Локьяев, А. П. Тараканов, Р. К. Авязов, А. А. Балаев и С. И. Егоркин.

## Спортивные результаты

### Первенство России
- Первенство России по греко-римской борьбе среди кадетов 2011 — ;
- Первенство России по греко-римской борьбе среди молодёжи 2013 — ;
- Первенство России по греко-римской борьбе среди юниоров 2014 — ;
- Первенство Европы по греко-римской борьбе среди юниоров 2014 — ;

### Чемпионаты России
- Чемпионат России по греко-римской борьбе 2015 — ;
- Чемпионат России по греко-римской борьбе 2016 — ;
- Чемпионат России по греко-римской борьбе 2018 — ;
- Чемпионат России по греко-римской борьбе 2019 — .
- Чемпионат России по греко-римской борьбе 2020 — .
- Чемпионат России по греко-римской борьбе 2022 —
- Чемпионат России по греко-римской борьбе 2023 —
- Чемпионат России по греко-римской борьбе 2024 — ;
- Чемпионат России по греко-римской борьбе 2025 — ;

### Гран-при Ивана Поддубного
- Гран-при Ивана Поддубного 2017 — ;
- Гран-при Ивана Поддубного 2018 — ;